# Emilijan Tardif
Emilijan Tardif, rimskokatoliški duhovnik, redovnik, misijonar, karizmatik ter kandidat za svetnika,  * 6. junij 1928 St-Zacharie (Quebec, Kanada), † 8. junij 1999 San Antonio de Arredondo, Argentina . 

## Življenjepis
Emilijan Tardif se je rodil v sredo, 6. junija 1928, v zvezni deželi Quebec v Kanadi. Redovnik je postal v družbi Misijonarjev Presvetega Srca (MPS) dne 8. septembra 1949, v duhovnika pa je bil posvečen 24. junija 1955. Po posvečenju so ga predstojniki poslali v Dominikansko republiko, kjer je postal eden od ustanoviteljev misijonskega semenišča San José de las Matas. Bil je vrhovni predstojnik svojega reda od leta 1966 do 1973.
Leta 1973 je zbolel za tuberkulozo, zaradi česar se je moral vrniti v Kanado na zdravljenje in počitek. V tem času so zanj molili nekateri laiki iz karizmatične molitvene skupine in polagali roke na glavo, ko so slučajno obiskali bolnišnico. Ko je nenadoma ozdravel, se je sam vključil v Katoliško Karizmatično gibanje (KKG/CCM) in odkril, da mu je Bog dal močan dar zdravljenja.
Tardif je bil dobro znan po svojem misijonarskem delu po vsem svetu in po tem, za kar je pravil, da mu je Bog dal zdravilno moč.

## Smrt in spomin

### Smrt
Emilijan je umrl 8. junija 1999 zaradi srčnega zapleta med potovanjem v San Antonio de Arredondo, v deželi Córdoba, v Argentini. 

### Postopek za posvečenje
Kardinal Nicolas de Jesús Lopez Rodríguez je naznanil 8. junija 2007, da je katoliška Cerkev javno priznala izredno stopnjo kreposti očeta Tardifa. Posmrtne ostanke pokojnega Emilijana so takrat, ob osmi obletnici njegove smrti prenesli v kripto v Santo Domingu.
Na slovesnosti so se zbrali predstavniki iz 25 držav. Tam je bila prisotna tudi duhovna družina, ki jo je ustanovil pater Tardif. Posmrtne ostanke so pokopali v kripti Vstalega Kristusa in sicer v šoli za evangelizacijo Janeza Pavla II. v Santo Domingu. Med slovesnostjo je kardinal Nicolas de Jesus Lopez Rodriguez napovedal začetek postopka beatifikacije.

## Slikovna zbirka
- Oče Tardif je bil pokopan v najnovejši ‘’Kripti vstalega Jezusa’’ v Šoli evangelizacije papeža Janeza Pavla II. v Santo Domingu
- Emilijan Tardif – njegov kip v Parku Emilijana Tardifa, Santiago de los Caballeros
- Maša za ozdravljenje očeta Emilijana Tardifa v Jardín América. Katoliško prenovitveno karizmatično gibanje
- Oče Emilijan Tardif 28. oktober 1996.